# 딕 리처즈
딕 리처즈(Dick Richards, 1935년 ~ )는 미국의 영화 감독, 프로듀서, 각본가이다. 로버트 미첨, 진 해크먼, 마틴 신, 블라이드 대너, 카트린 드뇌브, 앨런 아킨 등과 일했다.

## 참여 작품
- 잘 가요 내 사랑
- 라스트 부르맨
- 죽음의 계곡 (영화)
- 투씨
- 7일간의 사랑
- 히트 (1986년 영화)